# Allein unter Schülern
Allein unter Schülern ist ein deutscher Fernsehfilm aus dem Jahr 2009 mit Hannes Jaenicke in der Hauptrolle. Die Komödie ist die erste von bislang vier Fortsetzungen des Fernsehfilms Allein unter Töchtern aus dem Jahr 2007.

## Handlung
Ex-Bundeswehr-Soldat Harald Westphal ist ein verwitweter, alleinerziehender Vater von drei Töchtern. An der Schule seiner Töchter wagt er einen beruflichen Neuanfang als Sport- und Geografielehrer. Die Schüler, darunter seine Tochter Marla, wollen ihn erst mal loswerden. Seine unkonventionellen, von seiner Militärzeit geprägten Lehrmethoden sorgen für Verwicklungen und er verliebt sich in die Schulleiterin Sabine Mehrbusch.

## Kritiken
„Fortsetzung von ‚Allein unter Töchtern‘ (2006) als (Fernseh-)Familienkomödie über die Schwierigkeiten des Erwachsenwerdens und die Notwendigkeit zur Toleranz.“

„Nach ‚Allein unter Töchtern‘ ist Hannes Jaenicke wieder als Harald Westphal unterwegs. Regisseur und Komödienspezialist Oliver Schmitz (‚Das beste Stück‘, ‚Prinzessin macht blau‘, ‚Plötzlich berühmt‘) drehte diese Fortsetzung erneut nach einem Drehbuch von Carolin Hecht (‚Racheengel – Die Stimme aus dem Dunkel‘, Zwei Wochen Chef"). Ebenso vorhersehbar wie der Vorläufer überzeugt diese Komödie wieder durch die Darsteller und ein paar witzige Details.“

„Die Familienkomödie ‚Allein unter Schülern‘ setzt fort, was vor drei Jahren mit ‚Allein unter Töchtern‘ begann. […] Das alles macht ‚Allein unter Schülern‘ nicht zu einer relevanten Satire, weder auf Schule und Schüler, noch aufs Militär. Was einen dabei am Bildschirm hält, ist auch nicht die Frage, ob Westphal zum Schluss die Lehramtsprüfung schaffen und die reizende Direktorin (Dana Golombek) erobern wird. Nein, es ist vor allem der Protagonist, der diesem Film Charme verleiht. Dieser Oberstleutnant a. D. erscheint nicht als Schießbudenfigur, sondern als gutwilliger, geradezu Mitleid erregender Mensch, der selbst unter seinen eigenwilligen Umgangsformen leidet.“

„Der launige Nachfolger von ‚Allein unter Töchtern‘ … zeigt einen angenehm selbstironischen Hannes Jaenicke in bester Spiellaune. Und für seine ‚Töchter‘ gibt's die Note ‚Eins‘!“

## Auszeichnungen
- Nina Gummich erhielt für ihre Rolle 2010 den Bayerischen Fernsehpreis[6]